# 川内まごころ文学館
川内まごころ文学館（せんだいまごころぶんがくかん）は、鹿児島県薩摩川内市中郷二丁目にある文学館。

## 概要
2004年（平成16年）1月30日に開館した文学館で、鹿児島県川内の出身者や、ゆかりの深い文化人の資料を展示している。
1階と2階に展示室を備えており、1階は「改造社に残された作家二百余名の直筆原稿の世界」として、川内出身のジャーナリストで改造社の創業者である山本實彦の紹介と、総合雑誌「改造」に寄稿された芥川龍之介、谷崎潤一郎、武者小路実篤らの直筆原稿や資料を展示している。
2階は「有島芸術‐とくに里見弴の文芸の世界‐」として、川内にゆかりの深い有島三兄弟の文芸資料、白樺派の書や絵画を展示している。また「郷土ゆかりの芸術家たちの世界」として、作曲家の武満徹や画家の山口長男、与謝野鉄幹・与謝野晶子など、郷土に関わりの深い芸術家たちの資料を展示している。
他に「企画展示室」「多目的映像ホール」もあり、行事等で利用していないときは一般の利用も可能である。

## 利用案内
- 所在地：〒895-0072　鹿児島県薩摩川内市中郷二丁目2-6[2]
- 開館時間：9:00 - 17:00（入館は16:30まで）[2]
- 休館日：毎週月曜日（月曜日が祝日の場合は翌日）、12月29日 - 1月3日[2]
- 入館料：一般・大学生300円、小・中・高校生150円[2]
※土・日曜日および祝日は小・中・高校生の入館無料
※隣接する川内歴史資料館との共通券もあり
※年間パスポートや入館料の免除規定などもあり

## アクセス
- バス：川内駅から、くるくるバス利用で「歴史資料館前」で下車
- エアポートシャトルバス：鹿児島空港から川内まで1時間10分
- 車：芦北IC - 川内まで約2時間、横川IC - 川内まで約1時間、川内駅から約7分

## 周辺施設
- 川内歴史資料館
- 薩摩国分寺跡史跡公園